# 국가배상책임
국가배상책임은 위법한 행위로 인해 사인이 손해를 입은 경우, 사인이 국가에 대하여 배상책임을 물을 수 있는 권리를 말한다.

## 조문

### 헌법 조문
① 공무원의 직무상 불법행위로 손해를 받은 국민은 법률이 정하는 바에 의하여 국가 또는 공공단체에 정당한 배상을 청구할 수 있다. 이 경우 공무원 자신의 책임은 면제되지 아니한다.

② 군인·군무원·경찰공무원 기타 법률이 정하는 자가 전투·훈련등 직무집행과 관련하여 받은 손해에 대하여는 법률이 정하는 보상외에 국가 또는 공공단체에 공무원의 직무상 불법행위로 인한 배상은 청구할 수 없다.

② 항의 경우 72년 유신으로 베트남 참전용사의 국가배상 비용을 아끼기위해 이 조문이 들어와 아직도 남아 있다.

### 국가배상법 조문
제2조 (배상책임)  ① 국가나 지방자치단체는 공무원 또는 공무를 위탁받은 사인(이하 "공무원"이라 한다)이 직무를 집행하면서 고의 또는 과실로 법령을 위반하여 타인에게 손해를 입히거나, 「자동차손해배상 보장법」에 따라 손해배상의 책임이 있을 때에는 이 법에 따라 그 손해를 배상하여야 한다. 다만, 군인·군무원·경찰공무원 또는 향토예비군대원이 전투·훈련 등 직무 집행과 관련하여 전사(戰死)·순직(殉職)하거나 공상(公傷)을 입은 경우에 본인이나 그 유족이 다른 법령에 따라 재해보상금·유족연금·상이연금 등의 보상을 지급받을 수 있을 때에는 이 법 및 「민법」에 따른 손해배상을 청구할 수 없다.  <개정 2009.10.21>

② 제1항 본문의 경우에 공무원에게 고의 또는 중대한 과실이 있으면 국가나 지방자치단체는 그 공무원에게 구상(求償)할 수 있다.

## 성립요건
국가배상책임이 성립하기 위하여는
공무원의 가해행위, 가해행위의 직무집행성, 고의 또는 과실에 기한 가해행위, 가해행위의 위법성(법령에 위반하여), 타인에 대한 손해의 발생, 공무원의 가해행위와 손해발생간의 인과관계 등이 충족되어야 한다.

## 요건

### 직무행위
국가 또는 지방자치단체가 단순히 사경제의 주체로 활동하였을 경우에는 그 손해배상책임에 국가배상법을 적용할 수 없고 민법상의 사용자책임 등이 인정된다. 판례는 공무원의 행위의 외관을 객관적으로 보아 직무행위로 보일 때는 실질적 직무행위여부 또는 행위자의 주관적 의사와 무관하게 직무집행이라고 본다 공무원의 행위의 외관을 객관적으로 관찰하여, 공무원의 직무행위로 보일 때에는, 비록 그것이 실질적으로 직무행위이거나 아니거나, 또는 행위자의 주관적 의사에 관계없이 그 행위는 공무원의 직무 집행행위로 본다 또한 실질적으로 공무집행행위가 아니라는 사정을 피해자가 알았더라 하더라도 그것을 '직무를 행함에 당하여'라고 단정하는데 아무런 영향을 미치지지 않는다 공무원의 위법한 직무집행에 있으면 국가는 선임감독상 과실 여부에 불구하고 손해배상책임을 부담한다

### 법령위반
공무원의 직무집행이 법령이 정한 요건과 절차에 따라 이루어진 것이라면 특별한 사정이 없는 한 이는 법령에 적합한 것이고, 그 과정에서 개인의 권리가 침해되는 일이 생긴다고 하여 그 법령적합성이 곧바로 부정되는 것은 아니다 국민의 생명, 신체, 재산 등에 대하여 절박하고 중대한 위험 상태가 발생하였거나 발생할 우려가 있어서 국가가 그 위험 배제에 나서지 아니하면 국민의 생명, 신체, 재산 등을 보호할 수 없는 경우에는 형식적 의미의 법령에 근거가 없더라도 국가는 그러한 위험을 배제할 작위의무를 진다

### 타인에게 손해를 가하였을 것

##### 사법작용에 대한 국가배상
법관도 국가배상법 제2조 제1항의 공무원에 해당하고, 재판작용도 직무에 해당한다. 하지만 법관의 재판작용의 결과인 확정판결에 대해 국가배상청구를 인정한다는 것은 직접적이지는 않으나, 실질적으로 확정판결의 기판력을 부정하는 것으로 볼 수 있기에 재판작용에 대한 국가배상청구가 가능한지가 문제된다.
학설은 일반적으로 판결의 위법성을 인정해야 하므로 기판력 침해하는 것이 된다는 견해와, 기판력을 침해하는 것이 아니므로 재판작용에 대한 국가배상청구가 가능하다는 견해, 그리고 사법행정작용의 국가배상을 인정하고, 재판작용과 같은 경우 제한적으로 인정하자는 견해가 대립된다.
이에 판례는 법관이 위법 또는 부당한 목적을 가지고 재판을 하는 등 법관이 그에게 부여된 권한의 취지에 명백히 어긋나게 이를 행사하였다고 인정할 만한 특별한 사정이 있어야 위법한 행위가 되어 국가배상책임이 인정된다고 판시하여 제한적으로 인정한다.
생각건대 이미 확정된 재판작용에 대해 법관의 불법행위를 이유로 국가배상책임을 인정하여도 기판력 침해가 아니며, 일반 공무원의 집무집행과 비교하여 재판작용의 특수성은 국가배상책임의 성립가능성을 인정한 후 위법성 또는 고의, 과실의 판단과정에서 고려될 수 있다는 점에서 국가배상청구가 가능하다고 보는 것이 타당하다.

## 영조물의 설치와 관리의 하자로 인한 손해배상
국가배상법 제5조(공공시설등의 하자로 인한 책임) 제1항 - 도로 · 하천 기타 공공의 영조물의 설치 또는 관리에 하자가 있기 때문에 타인에게 손해를 발생하게 하였을 때에는 국가 또는 지방자치단체는 그 손해를 배상하여야 한다. 이 경우에는 제2조 제1항 단서, 제3조 및 제3조의2의 규정을 준용한다.
제2항 - 제1항의 경우에 손해의원인에 대하여 책임을 질 자가 따로 있을 때에는 국가 또는 지방자치단체는 그 자에 대하여 구상할 수 있다.

### 주체
피해자는 관리주체(국가 또는 상급지방자치단체)와 비용부담자 중 아무에게나 국가배상을 청구할 수 있으며 기관위임사무의 경우 위임기관에 속한 행정주체가 관리주체로서 배상책임을 진다.

### 요건

##### 공공의 영조물일 것
소유권, 임차권 그 밖의 권한에 기하여 관리하고 있는 경우 뿐만 아니라 사실상 관리하고 있는 경우에도 적용한다

##### 설치 또는 관리의 하자
비행장 및 군용항공기 운항이 가지는 공공성과 아울러 원고및 선정자들 거주지역이 농촌지역으로서 가지는 지역적 환경적 특성 등의 여러 사정을 종합적으로 고려하여 그 소음피해가 사회생활상 통상의 수인한도를 넘어 위법한지 여부를 가려야 할 것이다
공물의 설치, 관리상의 하자가 있는 경우에는 국가배상청구를 할 수 있으며, 이 경우 판례의 주류는 설치, 관리상의 하자를 통상적으로 갖추어야 할 안전성을 갖추지 못한 상태를 의미한다
영조물이 완전무결한 상태에 있지 아니하고 그 기능상 어떠한 결함이 있다는 것만으로 영조물의 설치 또는 관리에 하자가 있다고 할 수 없는 것이고 만일 객관적으로 보아 시간적, 장소적으로 영조물의 기능상 결함으로 인한 손해발생의 예견가능성과 회피가능성이 없는 경우 즉 그 영조물의 결함이 영조물의 설치, 관리자의 관리행위가 미칠 수 없는 상황 아래에 있는 경우임이 입증되는 경우라면 영조물의 설치, 관리상의 하자를 인정할 수 없다
공물의 설치, 관리상의 하자를 판단함에 있어 방호조치의무 등 주관적 요소가 고려될 수 있으나, 그 설치자의 재정사정이나 영조물의 사용목적에 의한 사정은 안정성을 결정지을 절대적 요건이 아니다.

##### 타인에게 손해발생
국가하천에서 미성년자들이 하천에 들어가 물놀이를 할 수 있는 상황이라고 한다면, 특별한 사정이 없는 한 그 사고지점인 하천으로의 접근을 막기 위하여 방책을 설치하는 등의 적극적 방호조치를 취하지 아니한 채 하천 진입로 주변에 익사사고의 위험을 경고하는 표지판을 설치한 것만으로는 국가가 그 관리주체로서 사회통념상 일반적으로 요구되는 정도의 방호조치의무를 다하였다고 할 수는 없다

### 면책사유
면책사유로 1000년 발생빈도의 강우량에 의한 하천범람사건에서 불가항력이 인정되나 예산부족등은 아니다.

### 입증책임
하자의 입증책임은 원고인 피해자이다. 손해발생의 예견가능성과 회피가능성이 없음에 대한 입증은 점유관리자가 해야 한다

### 비용부담자의 책임
공공의 영조물의 설치, 관리를 맡은 자뿐만 아니라 그 비용부담자도 배상책임을 진다

### 피해자 책임
소음 등을 포함한 공해 등의 위험지역으로 이주하여 들어가 거주하는 경우와 같이 위험의 존재를 인식하거나 과실로 인식하지 못하고 이주한 경우에는 손해배상액의 산정에 있어 형평의 원칙상 과실상계에 준하여 감경 또는 면제사유로 고려하여야 한다

## 같이 보기
- 손실보상
- 영조물
- 국가배상법